# Alexandre Poskrebychev
Alexandre Nikolaïevitch Poskrebychev (en russe : Александр Николаевич Поскрёбышев), né en 1891 et mort en 1965, est le secrétaire particulier de Joseph Staline dès 1929. Il reste à ce poste jusqu'à la mort du dirigeant soviétique.

## Biographie
Alexandre Poskrebychev naît au village Ouspenskoïe de l'ouiezd Slobodski, dans le Gouvernement de Viatka alors sous Empire russe. Ses parents, Nikolaï et Nadezhda Efimovna, sont issus des kriachens (en) (tatar : керәшен), groupe ethno-confessionnel de tatars de la Volga des régions de l'Oural de confession orthodoxe.
Poskrebychev entre au Parti en 1917 et devient membre suppléant en 1937, puis, membre titulaire du Comité central du Parti en 1939.
En 1929, il est diplômé en droit et économie de l'Université d'État de Moscou puis est nommé par Staline — qui l’aurait poussé à entamer ces études — chef de la section secrète du comité central. Il dirigera cette section de 1930 à 1952 et en modifie le nom en Section spéciale en 1934 : il s'occupe notamment de la correspondance secrète et des rendez-vous du secrétaire du comité central Joseph Staline. Staline le charge également de toutes sortes de tâches personnelles, comme de s’assurer que la fille de son dentiste puisse suivre les cours de la faculté de médecine de Moscou en reconnaissance des soins apportés à ses dents gâtées.
Sa seconde femme, Bronislava Poskrebycheva, qui est juive, est arrêtée en 1939 par le NKVD et fusillée en 1941.
Ayant eu une formation d'aide-soignant, il s'occupe aussi de la santé de Joseph Staline, et lui administra les derniers soins médicaux.
Il est écarté du secrétariat de Staline en novembre 1952.
Il est brièvement détenu lui aussi après la mort de Staline, puis prend sa retraite dans les environs de Moscou.
Il est enterré au cimetière de Novodiévitchi.

## Vie privée et personnalité
Il était assez laid: Simon Sebag Montefiore le décrit comme ressemblant à un singe, « petit, chauve avec des touffes de cheveux roux ». Il était méticuleux dans son travail et doté d’une très bonne mémoire.
Staline l’appelait affectueusement « Sacha » ou « le chef ». Poskrebychev était son chef de cabinet ; à ce poste, il était chargé de préparer les réunions du Politburo et d’y assister. De ce fait, il agissait souvent comme un baromètre de l’humeur de Staline : amical avec les personnes en faveur, marmonnant « Vous allez déguster aujourd’hui. » dans le cas contraire.

## Distinctions
- Ordre de Lénine (1939; 1944; 06.11.1945; 06.08.1951)
- Médaille pour la victoire sur l'Allemagne dans la Grande Guerre patriotique de 1941-1945